# Grande mosquée de Toulouse
La grande mosquée de Toulouse est un édifice religieux musulman situé à Toulouse, en France.

## Histoire
Inaugurée le 23 juin 2018.

## Description
La grande mosquée de Toulouse est construite sur trois niveaux sur un terrain de 1 304 m2. La superficie du bâtiment est de 2 111 m2. Outre la salle principale, l'édifice est pourvue d’une mezzanine qui fait office de salle de prière pour les femmes.
La mosquée reprend de nombreux éléments de le l'architecture néo-mauresque. Le minaret de forme rectangulaire s'inspire des minarets almohades, les calligraphies intérieures de style koufique s'inspirent de l'architecture andalouse.
L’architecte de l'édifice est M. Christian Barthe.